# Ryan Couture
Ryan Couture (Edmonds, 27 de agosto de 1982) é um lutador norte-americano de artes marciais mistas, atualmente compete no peso-leve. Ele é filho de Randy Couture que faz parte do Hall da Fama do UFC .

## Carreira no MMA
Couture atualmente mora em Las Vegas, Nevada e treina na Xtreme Couture. Quando entrevistado e perguntado sobre o desempenho de seu pai no passado, ele disse que é orgulhoso de seu pai de quaquer forma.
Couture começou a lutar em 2009 e acumulou um recorde de 5-1-1 no MMA amador.

### Strikeforce
Ele fez sua estreia profissional no Strikeforce Challengers: Riggs vs. Taylor em 13 de agosto de 2010. Ele estreou no Strikeforce na categoria dos Leves, derrotando Lucas Stark por Finalização no primeiro round.
Couture era esperado para enfrentar Juan Zapata em 19 de Novembro de 2010, porém ele foi forçado a se retirar da luta devido à uma infecção.
Couture lutou no Strikeforce Challengers: Beerbohm vs. Healy contra Lee Higgins e venceu por Finalização no terceiro round.
Em sua luta seguinte, Couture enfrentou Matt Ricehouse no Strikeforce Challengers: Fodor vs. Terry. Ele perdeu por Decisão Unânime.
Couture teve sua primeira derrota profissional ao ser derrotado por Maka Watson por Decisão Majoritária no Strikeforce Challengers: Larkin vs. Rossborough.
Couture enfrentou Conor Heun no Strikeforce: Tate vs. Rousey em 3 de março de 2012. Ele venceu por Nocaute Técnico no terceiro round.
Em sua sexta aparição no Strikeforce, Couture enfrentou Joe Duarte em 14 de julho de 2012 no Strikeforce: Rockhold vs. Kennedy. Ele venceu por Decisão Dividida.
Tendo passado toda a sua carreira profissional na promoção do Strikeforce, Couture foi destaque em seu último evento, enferentou KJ Noons no Strikeforce: Marquardt vs. Saffiedine em 12 de Janeiro de 2013. Apesar de ser controlado por Noons em todos os rounds, Couture foi premiado com uma vitória por Decisão Dividida altamente controversa por dois dos três juízes darem à vitória para Couture.

### Ultimate Fighting Championship
Depois de Randy Couture assinar como apresentador com o Bellator, o presidente do UFC Dana White foi questionado sobre que tipo de relacionamento Ryan tinha agora com o UFC, como Dana estava bastante chateado com a traição de Randy Couture. Dana deixou claro que Ryan é bem-vindo no UFC e ele não vai ser punido por sua relação de Dana White com seu pai.
Couture enfrentou Ross Pearson em 6 de abril de 2013 no UFC on Fuel TV: Mousasi vs. Latifi. Couture perdeu por Nocaute Técnico no segundo round.
Couture era esperado para enfrentar Quinn Mulhern em 31 de agosto de 2013 no UFC 164. Porém, em 16 de Julho Mulhern teve que se retirar do evento e foi substituído por Al Iaquinta. Couture perdeu por Decisão Unânime.
Com 2 derrotas em 2 lutas, Couture foi demitido pelo Ultimate.

### Battlegrounds MMA
Ryan foi contratado pelo Battlegrounds MMA, onde venceu Shakir McKillip e Kyle Sjafiroeddin por finalização com um mata-leão.
Ele era esperado para enfrentar Johnny Carson em 3 de outubro de 2014 no Battlegrounds MMA 5. No entanto, ele aceitou uma luta no Bellator e a luta foi cancelada.

### Bellator MMA
Ryan faria sua estréia no Bellator MMA contra John Schulz em 12 de setembro de 2014 no Bellator 124. No entanto, ele foi substituído por Tom Bagnasco e Couture venceu por finalização no primeiro round.
A luta seguinte de Couture na organização foi contra Dakota Cochrane em 27 de março de 2015 no Bellator 135. Ele venceu por finalização com um mata-leão no primeiro round.

## Cartel no MMA
| Cartel no MMA   |             |            |
| 16 lutas        | 11 vitórias | 5 derrotas |
| Por nocaute     | 1           | 2          |
| Por finalização | 6           | 1          |
| Por decisão     | 4           | 2          |

| Res.    | Cartel | Oponente          | Método                       | Evento                                          | Data       | Round | Tempo | Local                       | Notas                   |
| ------- | ------ | ----------------- | ---------------------------- | ----------------------------------------------- | ---------- | ----- | ----- | --------------------------- | ----------------------- |
| Vitória | 11-5   | Haim Gozali       | Decisão (unânime)            | Bellator NYC: Sonnen vs. Silva                  | 24/06/2017 | 3     | 5:00  | Nova Iorque                 | Estreia nos meio-médios |
| Derrota | 10-5   | Goiti Yamauchi    | Finalização (chave de braço) | Bellator 162                                    | 21/10/2016 | 1     | 1:01  | Memphis, Tennessee          |                         |
| Derrota | 10-4   | Patricky Freire   | Nocaute (soco)               | Bellator 148                                    | 29/01/2016 | 1     | 3:00  | Fresno, California          |                         |
| Vitória | 10-3   | Dakota Cochrane   | Finalização (mata-leão)      | Bellator 135                                    | 27/03/2015 | 1     | 3:23  | Thackerville, Oklahoma      |                         |
| Vitória | 9-3    | Tom Bagnasco      | Finalização (mata-leão)      | Bellator 124                                    | 12/09/2014 | 1     | 3:01  | Plymouth Township, Michigan | Estreia no Bellator     |
| Vitória | 8-3    | Shakir McKillip   | Finalização (mata-leão)      | Battlegrounds MMA 4                             | 17/05/2014 | 2     | 1:34  | Enid, Oklahoma              |                         |
| Vitória | 7-3    | Kyle Sjafiroeddin | Finalização (mata-leão)      | Battlegrounds MMA 3                             | 18/01/2014 | 1     | 2:14  | Norman, Oklahoma            |                         |
| Derrota | 6-3    | Al Iaquinta       | Decisão (unânime)            | UFC 164: Henderson vs. Pettis II                | 31/08/2013 | 3     | 5:00  | Milwaukee, Wisconsin        |                         |
| Derrota | 6-2    | Ross Pearson      | Nocaute Técnico (socos)      | UFC on Fuel TV: Mousasi vs. Latifi              | 06/04/2013 | 2     | 3:45  | Estocolmo                   | Estréia no UFC          |
| Vitória | 6–1    | K.J. Noons        | Decisão (dividida)           | Strikeforce: Marquardt vs. Saffiedine           | 12/01/2013 | 3     | 5:00  | Oklahoma City, Oklahoma     |                         |
| Vitória | 5–1    | Joe Duarte        | Decisão (dividida)           | Strikeforce: Rockhold vs. Kennedy               | 14/07/2012 | 3     | 5:00  | Portland, Oregon            |                         |
| Vitória | 4–1    | Conor Heun        | Nocaute Técnico (socos)      | Strikeforce: Tate vs. Rousey                    | 03/03/2012 | 3     | 2:52  | Columbus, Ohio              |                         |
| Vitória | 3–1    | Maka Watson       | Decisão (majoritária)        | Strikeforce Challengers: Larkin vs. Rossborough | 23/09/2011 | 3     | 5:00  | Las Vegas, Nevada           |                         |
| Derrota | 2–1    | Matt Ricehouse    | Decisão (unânime)            | Strikeforce Challengers: Fodor vs. Terry        | 24/06/2011 | 3     | 5:00  | Kent, Washington            |                         |
| Vitória | 2–0    | Lee Higgins       | Finalização (mata-leão)      | Strikeforce Challengers: Beerbohm vs. Healy     | 18/02/2011 | 3     | 4:41  | Cedar Park, Texas           |                         |
| Vitória | 1–0    | Lucas Stark       | Finalização (triângulo)      | Strikeforce Challengers: Riggs vs. Taylor       | 13/08/2010 | 1     | 1:15  | Phoenix, Arizona            |                         |